# Фэрли, Калеб
Калеб Рэй Фэрли (англ. Caleb Ray Farley; 2 ноября 1998, Мейден, Северная Каролина) — профессиональный американский футболист, корнербек. Выступает в НФЛ в составе клуба «Теннесси Тайтенс». На студенческом уровне играл за команду Политехнического института Виргинии. На драфте НФЛ 2021 года был выбран в первом раунде под общим 22 номером.

## Биография
Калеб Фэрли родился 2 ноября 1998 года в Мейдене в Северной Каролине. Один из двух сыновей в семье. Там же окончил старшую школу. В составе её футбольной команды играл на позиции квотербека, установил рекорд по количеству набранных на выносе ярдов за сезон. Суммарно за карьеру сделал 124 тачдауна. После окончания школы Фэрли получил спортивную стипендию в Политехническом институте Виргинии.

### Любительская карьера
Летом 2017 года во время предсезонных сборов Фэрли получил травму колена, после чего получил статус освобождённого игрока и в играх турнира участия не принимал. В 2018 году он сыграл в тринадцати матчах, выходя на поле на позиции корнербека и в роли возвращающего. По итогам сезона Фэрли был удостоен почётного упоминания на церемонии вручения награды Возвращение года.
В сезоне 2019 года Фэрли сыграл в одиннадцати матчах, сделал четыре перехвата и стал лидером конференции ACC по количеству сбитых передач. Весной 2020 года он не стал выставлять свою кандидатуру на драфт НФЛ, чтобы провести в колледже ещё один сезон, но летом отказался от выступлений из-за пандемии COVID-19. В своём заявлении Фэрли обвинил руководство учебного заведения в пренебрежительном отношении к мерам безопасности.

#### Статистика выступлений в NCAA
| Сезон | Команда            | Игры | Захваты | Захваты | Захваты | Захваты | Захваты | Перехваты | Перехваты | Перехваты | Перехваты | Перехваты | Фамблы | Фамблы | Фамблы | Фамблы |
| Сезон | Команда            | Игры | Solo    | Ast     | Tot     | Loss    | Sk      | Int       | Yds       | Y/R       | TD        | PD        | FR     | Yds    | TD     | FF     |
| ----- | ------------------ | ---- | ------- | ------- | ------- | ------- | ------- | --------- | --------- | --------- | --------- | --------- | ------ | ------ | ------ | ------ |
| 2017  | Виргиния Тек Хокис | —    | —       | —       | —       | —       | —       | —         | —         | —         | —         | —         | —      | —      | —      | —      |
| 2018  | Виргиния Тек Хокис | 13   | 29      | 7       | 36      | 1,0     | 1,0     | 2         | 0         | 0,0       | 0         | 7         | 0      | 0      | 0      | 0      |
| 2019  | Виргиния Тек Хокис | 11   | 14      | 6       | 20      | 0,0     | 0,0     | 4         | 14        | 3,5       | 1         | 12        | 0      | 0      | 0      | 0      |
| 2020  | Виргиния Тек Хокис | —    | —       | —       | —       | —       | —       | —         | —         | —         | —         | —         | —      | —      | —      | —      |
| Всего | Всего              | 24   | 43      | 13      | 56      | 1,0     | 1,0     | 6         | 14        | 2,3       | 1         | 19        | 0      | 0      | 0      | 0      |

### Профессиональная карьера
В начале 2021 года Фэрли перенёс операцию на спине, из-за чего пропустил показательные тренировки для представителей клубов НФЛ. Аналитик сайта Bleacher Report Кори Гиддингс характеризовал его как агрессивного и подвижного корнербека, успешно действующего вблизи линии скриммиджа, но нестабильного в глубине поля. Среди плюсов игрока Гиддингс называл его способность вести борьбу против габаритных принимающих и тайт-эндов, работу ног и хорошее понимание игры в зонном прикрытии. К недостаткам Фэрли он относил нехватку физической силы, склонность к нарушениям правил и возможные проблемы со здоровьем.
На драфте Фэрли был выбран «Теннесси Тайтенс» в первом раунде под общим 22 номером. В мае игрок подписал с клубом четырёхлетний контракт на общую сумму 13,5 млн долларов. Из-за проблем со спиной он не принимал полноценного участия в предсезонных сборах, а на старте регулярного чемпионата испытывал проблемы с плечом. Сыграв за Тайтенс только в трёх матчах, он получил травму колена и досрочно завершил сезон.

#### Статистика выступлений в НФЛ

##### Регулярный чемпионат
| Сезон | Команда          | Игры | Захваты | Захваты | Захваты | Захваты | Захваты | Перехваты | Перехваты | Перехваты | Перехваты | Перехваты | Фамблы | Фамблы | Фамблы | Фамблы |
| Сезон | Команда          | Игры | Solo    | Ast     | Tot     | Loss    | Sk      | Int       | Yds       | Y/R       | TD        | PD        | FR     | Yds    | TD     | FF     |
| ----- | ---------------- | ---- | ------- | ------- | ------- | ------- | ------- | --------- | --------- | --------- | --------- | --------- | ------ | ------ | ------ | ------ |
| 2021  | Теннесси Тайтенс | 3    | 4       | 0       | 4       | 0       | 0,0     | 0         | 0         | 0,0       | 0         | 1         | 0      | 0      | 0      | 0      |
| Всего | Всего            | 3    | 4       | 0       | 4       | 0       | 0,0     | 0         | 0         | 0,0       | 0         | 1         | 0      | 0      | 0      | 0      |